# Denis Nijegorodov
Denis Guennadievich Nizhegorodov (russo: Денис Геннадьевич Нижегородов; Saransk, 26 de julho de 1980) é um marchador russo, campeão mundial da marcha de 50 km . Na prova do Campeonato Mundial de Atletismo de 2011, em Daegu, ele chegou em segundo lugar mas herdou a medalha de ouro com o posterior banimento do vencedor, Sergei Bakulin, por doping. Nizhegorodov foi por quatro anos (2014-2018) o recordista mundial desta prova. Também tem duas medalhas olímpicas, de prata e bronze.
Em maio de 2016, ele se tornou um dos atletas russos implicados no escândalo de dopagem descoberto em seguida aos Jogos de Pequim 2008. Sua amostra A de urina deu positivo mas a retestagem com a  amostra B não confirmou o doping. Assim, ele continua com a medalha de ouro de campeão mundial. 